# Joe Cocker
John Robert "Joe" Cocker OBE   (n. 20 mai 1944, Sheffield, West Riding of Yorkshire – d. 22 decembrie 2014, Crawford, Colorado) a fost un cântăreț și muzician englez de muzică rock și blues, care a devenit cunoscut mai ales prin activatatea și concertele sale din Statele Unite. S-a remarcat în anii '60, prin vocea specifică și versatilă, cu un timbru inconfundabil de bariton-bas, și prin mișcările scenice energice. 
A realizat 40 de albume muzicale și a fost distins cu Premiul Grammy în anul 1983, pentru melodia „Up Where We Belong”, interpretată în duet cu Jennifer Warnes. În 1993 a fost nominalizat pentru premiul Brit Award (ca Cel mai bun britanic, conform Best British Male), iar în 2007 i s-a conferit o placă de bronz, cunoscută ca Sheffield Legends, din orașul său natal.
În 2008, într-o ceremonie la Buckingham Palace, contribuțiile sale aduse muzicii au fost recunoscute de către regina Elisabeta II prin conferirea unui OBE (Order of the British Empire). Joe Cocker figurează pe locul 97 din 100 în lista publicată de revista Rolling Stone (The 100 greatest singers list).
Cântărețul, suferind de cancer pulmonar, a murit pe data de 22 decembrie 2014 în locuința sa, Mad Dog Ranch, din statul Colorado. Ultimul concert pe care ar fi trebuit să îl susțină ar fi avut loc în Anglia, dar a fost amânat tocmai din cauza problemelor de sănătate ale artistului.
Joe Cocker a concertat și în România, în 2013, și ar fi urmat să revină în vara anului 2015.

## Discografie
Albume de studio

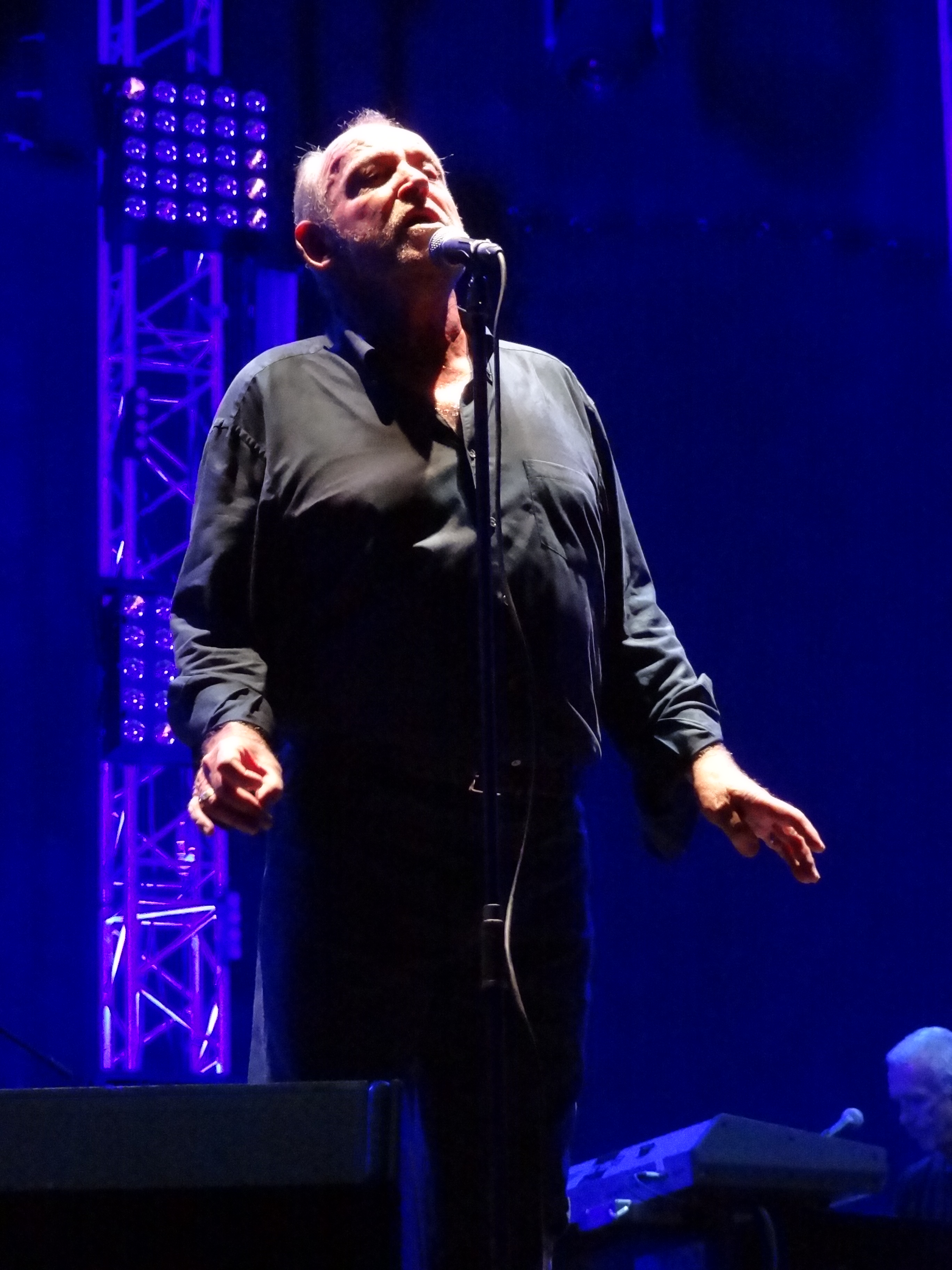
Joe Cocker în 2011

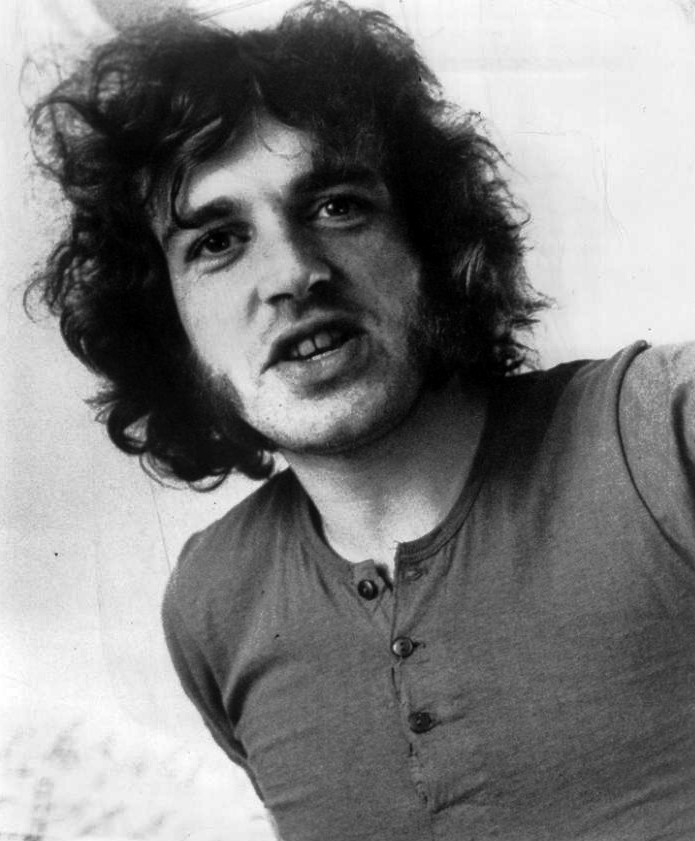
Joe Cocker în 1970 (fotografie de pe al doilea său album de studio, Joe Cocker)

- With a Little Help from My Friends (1969)
- Joe Cocker! (1969)
- Joe Cocker (1972/EU: 1973)
- I Can Stand a Little Rain (1974)
- Jamaica Say You Will (1975)
- Stingray (1976)
- Luxury You Can Afford (1978)
- Sheffield Steel (1982)
- Civilized Man (1984)
- Cocker (1986)
- Unchain My Heart (1987)
- One Night of Sin (1989)
- Night Calls (1991/US: 1992)
- Have a Little Faith (1994)
- Organic (1996)
- Across from Midnight (1997)
- No Ordinary World (1999/US: 2000)
- Respect Yourself (2002)
- Heart & Soul (2004/US: 2005)
- Hymn for My Soul (2007/US: 2008)
- Hard Knocks (2010/US: 2012)
- Fire It Up (2012)

## Viața personală
În 1963, Cocker a început o relație cu Eileen Webster, de asemenea o nativă a orașului of Sheffield. Cuplul, după o relație continuă de 13 ani, s-a separat definitiv în 1976. 
În 1978, Cocker s-a mutat pe o proprietate de tip ranch, deținută de Jane Fonda, din localitatea Santa Barbara, California. Pamela Baker, administratoarea unor proprietăți din zonă și o susținătoare ferventă a lui Cocker, o convinsese pe cunoscuta actriță americană să-i închirieze proprietatea sa cântărețului englez. Ulterior, cei doi, Baker și Cocker, au început o relație de lungă durată, pentru ca apoi să se căsătorească la data de 11 octombrie 1987. Cuplul a locuit ulterior la reședința lor de tip ranch, cunoscută ca Mad Dog Ranch, din localitatea Crawford, statul Colorado, unde artistul a decedat.